# Margarito Pánfilo Estrada Espinoza
Pour les articles homonymes, voir Estrada et Espinoza.
Margarito Pánfilo Estrada Espinoza, né le 1er juin 1934 à Santa Rosa Jáuregui (en), dans la municipalité de Querétaro (es) et mort le 30 mars 2022, souvent crédité comme Margarito Estrada, est un auteur-compositeur-interprète mexicain dont la carrière s'étend sur plus de cinquante ans et dont le catalogue d'œuvres publiées contient plus de quatre cents chansons. En 1964, il a formé avec Sofía Vega Razo, le groupe « Dueto Oro y Plata ». Ses œuvres, dont certaines sont désormais des classiques du répertoire traditionnel mexicain ont été enregistrées par des artistes qui appartiennent à plusieurs générations dont Los Alegres de Terán, Irma Serrano (es), Las Hermanas Huerta, Gerardo Reyes (es), Felipe Arriaga (es), Flor Silvestre, Banda MS, Conjunto Primavera (es), Broncos de Reynosa, Los invasores de Nuevo León, Banda El Recodo.

## Origine et famille
Margarito Pánfilo Estrada Espinoza, est l'un des six enfants de Casimiro Estrada Jiménez et de Martina Espinoza Guardado. La situation économique difficile dans laquelle se trouve sa famille le contraint à abandonner très jeune l'école et à se consacrer aux travaux des champs afin de pouvoir contribuer modérément à la subsistance de celle-ci.
À l'âge de 12 ans, il entre dans une école catholique de la ville et dans une chorale dirigée par Jesús Estrada, qui jouait de la musique à l'église et qui chez-lui avait un piano autour duquel les jeunes répétaient les cantiques en prévisions des messes. Trois ans plus tard, son père le fait admettre dans un internat religieux pour garçons, à San Juan Teotihuacán, où les prêtres lui apprennent la poésie, le solfège et la composition musicale. A la fin de ses études à Teotihuacán, il revient dans son pays natal où il fait n'importe quel travail : coursier, sonneur de cloche et même organisateur de récitation du chapelet à l'église. À l'âge de vingt-trois ans, il décide , financièrement aidé par le curé José Malagón, d'aller tenter sa chance à Mexico. Il rejoint alors son père qui travaille comme employé de la mairie de Coyoacán. Il trouve un emploi dans une fabrique de boulonnerie qui est située à deux pâtés de maisons de la station de radio XEW (es), où il se rend, après sa journée, afin de pouvoir voir de près les artistes de l'époque.

## Carrière
Le jeune compositeur passe beaucoup de temps dans les murs de la radio XEW où il côtoie des artistes renommés comme Toña la Negra (es), Jorge Negrete, Fernando Fernández (es), Javier Solís, Antonio Aguilar et Amparo Montes (es). Il y fréquente surtout de jeunes compositeurs comme Antonio Valdez Herrera et Melesio "Melo" Díaz, dont les objectifs sont semblables aux siens, qui y tuent le temps en buvant des cafés.
En 1958, Felipe Valdés Leal, qui lui donne une chance et enregistre, avec Chelo Silva (es), ses chansons « Rosario de penas » et « Las Últimas Gaviotas ». Le succès de celles-ci forge sa réputation et des artistes Los Alegres de Terán, Irma Serrano (es), Las Hermanas Huerta, Gerardo Reyes (es), Felipe Arriaga (es) et Flor Silvestre, commencent à enregistrer ses chansons.
En 1963, le groupe El Dueto América enregistre « De México hasta Durango », « Sobre una cruz » et« Gaviota traidora ». En 1965, Irma Serrano fait de « Señor Carcelero » un succès et Las Jilguerillas (es) enregistrent d'autres chansons.
En 1964, il rencontre et se lie d'amitié avec Guillermo Acosta Segura qui est alors directeur artistique de Discos Musart qui l'encourage à chanter dans le cadre d'un duo. Après plusieurs auditions, il convient avec  Sofía Vega Razo de créer le Dueto Oro y Plata qui enregistre cette même année ses premiers succès « A la luz de una vela », « Señor carcelero » et « Adiós, Cristo del pueblo » dans les studios de Discos Musart.

En 1966, le groupe Dueto Río Bravo enregistre « Me dijo que volvería », et en 1967, le groupe Dueto Las Palomas, enregistre « A la luz de una vela » et « No le temas al granizo ».

## Chansons récompensées
| Logo bmi                            |
| El Aretito                          |
| 2007                                |
| Fantasy music award                 |
| Editeur Peer International Corp.    |
| Enregistré par Los Morros del Norte |
| Label Disa Records                  |

## Sources
- (es) « Margarito Estrada ((Margarito Pánfilo Estrada Espinoza) », sur SACM Biografias, Biografias, Ciudad de México, Sociedad de Autores y Compositores de México.
- (es) « Antonio Valdez Herrera », sur SACM Biografias, Biografias, Ciudad de México, Sociedad de Autores y Compositores de México.
- (es) « Felipe Valdés Leal », sur SACM Biografias, Biografias, Ciudad de México, Sociedad de Autores y Compositores de México.
- (es) Maricruz Rubio, « Margarito Estrada Compositor orgullosamente Queretano », Noticias 48, Querétaro, Noticias de Querétaro, 2 juin 2016.
- (en) BMI News, « 2007 BMI Latin Awards: Song List », sur BMI, 23 mars 2007.
- (es) Donna Oliveros, « Margarito Estrada, el compositor de Santa Rosa Jáuregui », sur Diario de Querétaro, El Diario de Querétaro, Querétaro, Organización Editorial Mexicana, 27 novembre 2019.
- (es) Donna Oliveros, « Fallece el compositor queretano Margarito Estrada », sur Diario de Querétaro, El Diario de Querétaro, Querétaro, Organización Editorial Mexicana, 1er avril 2022.